# Friedrich-Emich-Plakette
Die Friedrich-Emich-Plakette ist eine zu Ehren des österreichischen Chemikers Friedrich Emich von der Österreichischen Gesellschaft für Analytische Chemie 1950 gestiftete Auszeichnung, die in unregelmäßigen Abständen vergeben wird. Der Preis dient laut Statuten der Förderung der mikrochemischen Forschung und der Verbreitung der Mikrochemie. Die Verleihung an die Preisträger erfolgt in einem würdigen Rahmen wissenschaftlich renommierter Veranstaltungen.

## Preisträger
- 1950 Anton Alexander Benedetti-Pichler, New York
- 1950 Ivan P. Alimarin, Moskau
- 1974 Friedrich Hecht, Wien
- 1974 M. N. Petrikova, Moskau
- 1990 Yuri A. Zolotov, Moskau
- 1992 Bernhard Schrader, Essen
- 1995 Janos Mink, Veszprém
- 1996 Miguel Valcarcel, Córdoba
- 1996 Otto S. Wolfbeis, Regensburg
- 2007 Reiner Salzer, Dresden
- 2009 Harald Fuchs, Münster
- 2011 Manfred Grasserbauer, Wien
- 2015 Detlef Günther, Zürich
- 2020 Wolfhard Wegscheider, Leoben